# Andreas Aigner
Andreas Aigner (Leoben, 24 september 1984) is een Oostenrijks rallyrijder.

## Carrière
Andreas Aigner maakte in 2004 zijn debuut in de rallysport. Hij stroomde vrij snel door naar het Wereldkampioenschap rally, waar hij in 2005 zijn eerste opwachting in maakte en in het seizoen 2006 een programma reed met het Red Bull Škoda team onder het bewind van oud-rallyrijder Armin Schwarz, actief in de Škoda Fabia WRC. Het seizoen verliep niet echt succesvol, maar Aigner wist wel een zesde plaats te behalen tijdens de WK-ronde in Duitsland, en scoorde daarmee zijn eerste WK-kampioenschapspunten op naam.
In 2007 stapte Aigner over naar het Production World Rally Championship, met een door Red Bull gesponsorde Mitsubishi Lancer Evolution. In het seizoen 2008 won hij drie keer in zijn categorie, waaronder hij een achtste plaats algemeen behaalde in Argentinië (en daarmee een WK-kampioenschapspunt), en schreef hij in de laatste ronde van het seizoen de titel in het PWRC op zijn naam.
Sindsdien keerde Aigner terug in het Oostenrijks rallykampioenschap. Tijdens de Rally van Frankrijk in 2012 nam hij na vier jaar weer deel aan een WK-rally, actief voor het team van Proton, die dat jaar reden in het Super 2000 World Rally Championship. Aigner nam vervolgens deel aan het Europees kampioenschap in 2013 met een Subaru Impreza WRX STi, en werd daarmee kampioen in de productieklasse. In 2014 gaat hij een programma afwerken met een Peugeot 207 S2000.

## Complete resultaten in het Wereldkampioenschap rally

### Overzicht van deelnames
| Seizoen | Inschrijving         | Auto                       | 1      | 2      | 3      | 4      | 5      | 6      | 7      | 8      | 9      | 10  | 11     | 12     | 13     | 14  | 15     | 16     | Pos. | Punten |
| ------- | -------------------- | -------------------------- | ------ | ------ | ------ | ------ | ------ | ------ | ------ | ------ | ------ | --- | ------ | ------ | ------ | --- | ------ | ------ | ---- | ------ |
| 2005    | Andreas Aigner       | Mitsubishi Lancer Evo VIII | MON    | ZWE    | MEX    | NZL    | ITA    | CYP 19 | TUR NF | GRI    | ARG    | FIN | DUI NF | GBR 25 | JPN    | FRA | SPA    | AUS    | -    | 0      |
| 2006    | Red Bull Škoda Team  | Škoda Fabia WRC            | MON 13 | ZWE NF | MEX    | SPA 13 | FRA 15 | ARG    | ITA 13 | GRI 14 | DUI 6  | FIN | JPN    | CYP NF | TUR 10 | AUS | NZL    | GBR NF | 21   | 3      |
| 2007    | Andreas Aigner       | Mitsubishi Lancer Evo IX   | MON NF |        | NOO 20 |        |        |        |        |        |        |     |        | SPA 19 | FRA 32 |     |        |        | -    | 0      |
| 2007    | Red Bull Rallye Team | Mitsubishi Lancer Evo IX   |        | ZWE 30 |        | MEX 24 | POR    | ARG 17 | ITA    | GRI 16 | FIN    | DUI | NZL    |        |        | JPN | IER NF | GBR 28 | -    | 0      |
| 2008    | Red Bull Rallye Team | Mitsubishi Lancer Evo IX   | MON    | ZWE 31 | MEX    | ARG 8  | JOR    | ITA    | GRI 14 | TUR 11 |        |     | NZL NF | SPA    | FRA    | JPN | GBR 13 |        | 20   | 1      |
| 2008    | Andreas Aigner       | Mitsubishi Lancer Evo IX   |        |        |        |        |        |        |        |        | FIN NF | DUI |        |        |        |     |        |        | 20   | 1      |
| 2012    | Proton Motorsport    | Proton Satria Neo S2000    | MON    | ZWE    | MEX    | POR    | ARG    | GRI    | NZL    | FIN    | DUI    | GBR | FRA 29 | ITA    | SPA    |     |        |        | -    | 0      |